# Mtpaint
mtPaint，是由馬克·泰勒开发的一个绘画程序，可以轻松地创建像素图和处理数码照片。
它使用GTK+工具包（版本1或2），能够运行在GNU/Linux和Windows操作系统上。由于其高效的设计，它可以在老旧的电脑硬件（例如200MHz的CPU和16MB 可用内存）上运行。
mtPaint是自由软件，可根据GNU通用公共许可证自由使用、修改和分发。

## 外部連結
- 官方网站

## 腳註
1. ↑  comments, 09 Feb 2017 Seth KenlonFeed 342up 3. . Opensource.com.   [2021-11-01]. （原始内容存档于2021-11-10） （英语）.